# Catleya
Pour l’article ayant un titre homophone, voir Cattleya.
Catleya est un groupe de rock français, originaire de Paris. Le groupe dure huit ans entre 2002 et 2011.

## Biographie
La formation du groupe par Syrile et Faro remonte à septembre 2002, avec Joel Salibur et Romain Viallon. Depuis, le line-up a beaucoup évolué et le groupe s'appellera par la suite Catleya. Concernant le nom du groupe, « c’est un code que Swan (Du côté de chez Swann de Proust) utilisait avec sa maîtresse […] Historiquement tous mes groupes ont eu un nom qui avait un rapport avec les fleurs », explique Philippe Faro dans une interview à un site internet en 2007.
Leur premier album, Rien ne presse est le 4 septembre 2007 par RCA Records et Sony BMG. Il est suivi de l'album auto-produit par Bang Bang, Baby en 2008. Leur troisième et dernier opus, Catleya 2, est publié en 2010, disponible uniquement en téléchargement.

## Membres

### Derniers membres
- Syrile - chant
- Philippe Faro - guitares, claviers
- Jedro - batterie
- Laurent David - basse
- Antoine Delecroix - guitare

### Anciens membres
- Romain Viallon - batterie
- Joël Salibur - basse
- Jean-Philippe Motte - batterie
- Gilles Lovighi - batterie

## Discographie
- 2005 : Démos Rien ne presse, volumes 1 et 2 (autoproduction)
- 2007 : Rien ne presse (RCA)
- 2008 : Bang Bang, Baby (autoproduction)
- 2010 : Catleya 2 (autoproduction)